# China Unicom
China Unicom este al treilea operator de telefonie mobilă din lume având 160 milioane de clienți (mai 2008).